# Emerald Fennell
Emerald Fennell, född 1 oktober 1985 i London, är en brittisk skådespelare, författare och manusförfattare.
Mellan 2013 och 2017 spelade Fennell rollen som Patsy Mount i BBC-serien Barnmorskan i East End. Hon porträtterar Camilla Shand (sedermera Storbritanniens drottninggemål Camilla) i den tredje och fjärde säsongen av dramaserien The Crown.
Fennell var manusförfattare och show runner till andra säsongen av thrillerserien Killing Eve. Hon har även skrivit flera fantasyböcker för barn samt en skräckbok för vuxna. Fennell regisserade och  skrev manus till Promising Young Woman, med Carey Mulligan i huvudrollen, som spelades in under 2019.

## Filmografi (i urval)
- 2011 – Albert Nobbs
- 2012 – Anna Karenina
- 2013–2018 – Barnmorskan i East End (TV-serie)
- 2015 – The Danish Girl
- 2019 – Killing Eve (TV-serie) (manus och produktion)
- 2019–2020 – The Crown (TV-serie)
- 2020 – Promising Young Woman (regi, manus och produktion)
- 2023 – Barbie
- 2025 – From the World of John Wick: Ballerina (manus)
- 2026 – Wuthering Heights